# Rondo Gustawa Herlinga-Grudzińskiego w Kielcach
Rondo Gustawa Herlinga-Grudzińskiego w Kielcach – rondo znajdujące się w głównej części Kielc, uważane za ich centralny punkt. Rondo nosi nazwę Gustawa Herlinga-Grudzińskiego, polskiego pisarza, urodzonego w Kielcach. W roku 2013 zakończyła się przebudowa ronda przeprowadzana w związku z budową węzła Żelazna. Rondo stało się turbinowe.
Położone jest na styku ulic będących ważnymi miejskimi arteriami komunikacyjnymi lub reprezentacyjnymi:
- od północy: 1 Maja,
- od północy: Stefana Okrzei,
- od wschodu: Aleja IX Wieków Kielc,
- od południa: Ignacego Paderewskiego,
- od zachodu: Czarnowska.

## Układ
Przed przebudową było to klasyczne rondo pięciowlotowe z okrągłą wyspą. Po przebudowie jest rondem pięciowlotowym z przejściami podziemnymi pod ulicą Czarnowską i aleją IX Wieków Kielc. Jest to jedno z najbardziej ruchliwych miejsc w Kielcach.

## Otoczenie
Wokół ronda znajdują się m.in.:
- kompleks Centrum Rondo z gabinetami, aptekami, szkołą językową i kancelariami,
- kamienice przy wjeździe na ulicę Stefana Okrzei,
- Qubus Hotel,
- szkoła ZDZ.